# Chaetolauxania quadripunctata
Chaetolauxania quadripunctata är en tvåvingeart som först beskrevs av Meijere 1915.  Chaetolauxania quadripunctata ingår i släktet Chaetolauxania och familjen lövflugor. Inga underarter finns listade i Catalogue of Life.